# Liste der ehrenamtlichen Mitglieder des Volksgerichtshofs
Die folgende Liste bietet einen Überblick über die ehrenamtlichen Mitglieder des nationalsozialistischen Volksgerichtshofs. Diese sind als juristische Laien (Schöffen) von den regulären Richtern dieser Körperschaft zu unterscheiden (siehe zu diesen Liste der Richter am Volksgerichtshof).

## Ehrenamtliche Mitgliedschaft
Seit April 1934 gehörten dem Volksgerichtshof jeweils auf die Dauer von fünf Jahren berufene ehrenamtliche Mitglieder an, wobei eine Neuberufung nach dem Ablauf von fünf Jahren möglich und häufig war. Unter diesen ehrenamtlichen Mitgliedern dominierten Offiziere der Wehrmacht, hohe SA- und SS-Führer – meist ebenfalls ehemalige Offiziere – sowie höhere Beamte vom Regierungsrat aufwärts und wichtige Parteifunktionäre der NSDAP. Häufig waren die ehrenamtlichen Mitglieder des Volksgerichtshofes zudem gleichzeitig Mitglieder des nationalsozialistischen Reichstages.

## Liste der ehrenamtlichen Mitglieder beim 1. Senat des Volksgerichtshofs nach dem Stande vom 20. Dezember 1937
Die Liste der ehrenamtlichen Mitglieder, die dem 1. Senat des Volksgerichtshofes zugeteilt waren, nach dem Stande vom 20. Dezember 1937 umfasste 23 Männer. Die Reihenfolge ihrer Platzierung in der offiziellen Mitgliedsliste richtete sich nach ihrem Lebensalter, beginnend mit dem ältesten:
- 1. Friedrich Tscharmann, SS-Standartenführer, Oberstleutnant a. D.
- 2. Friedrich Christiansen, Generalleutnant[2]
- 3. Franz Breithaupt, SS-Oberführer, Major a. D.
- 4. Ludwig Liebel, SA-Brigadeführer, Major a. D., MdR
- 5. Ernst Busch, Generalleutnant
- 6. Kurt Kühme, Major a. D., SA-Obergruppenführer
- 7. Willy Klitzing, Oberregierungsrat
- 8. Kurt Lasch, SA-Gruppenführer, Major a. D.
- 9. Hermann Stutzer, Oberst
- 10. Franz Pfeffer von Salomon, SA-Obergruppenführer, Hauptmann a. D.
- 11. Arthur Heß, SA-Gruppenführer
- 12. Dietrich von Jagow, SA-Obergruppenführer, Oberleutnant zur See
- 13. Friedrich-Wilhelm Krüger, SS-Obergruppenführer, Staatsrat, Oberleutnant a. D.
- 14. Ernst Fischer, Fregattenkapitän
- 15. Rüdiger Graf von der Goltz, Staatsrat, Oberleutnant, MdR
- 16. Willi Worch, NSDAP-Kreisleiter
- 17. Ernst Hartmann, SS-Standartenführer, Oberleutnant a. D.
- 18. Hans-Fritz Kaiser, Stadtrat
- 19. Arthur Böckenhauer, SA-Gruppenführer, MdR
- 20. Curt Kaul, SA-Oberführer, Hauptmann a. D., MdR
- 21. Hubert Berkenkamp, Reichsamtsleiter
- 22. Hermann Walch, SA-Brigadeführer, Oberleutnant a. D.
- 23. Eberhard Taubert, Regierungsrat im Reichsministerium für Volksaufklärung und Propaganda, SA-Sturmführer

## Spätere ehrenamtliche Mitglieder beim 1. Senat des Volksgerichtshofs
- Karl Haas, SA-Gruppenführer Generalmajor a. D.